# ステファノ・フィオーレ
ステファノ・フィオーレ（Stefano Fiore、1975年4月17日 - ）は、イタリア・コゼンツァ出身の元同国代表サッカー選手。現役時代のポジションはミッドフィールダー。

## 経歴
1992年に地元のクラブチーム・コゼンツァ・カルチョでキャリアをスタート。その後セリエAのクラブを転々とし、中盤のゲームメーカーとして活躍。その活躍が認められてイタリア代表にも招集され、2000年2月23日のスウェーデン戦で代表デビューを果たす。ユーロ2000ではイタリア代表の中盤の要として準優勝に導いた。
2004年には初の国外クラブとなるリーガ・エスパニョーラ・バレンシアCFへ移籍したが伸び悩み、2005-2006シーズンはACFフィオレンティーナでレンタル移籍選手としてプレー。シーズン終了後は一旦バレンシアに戻ったものの、2006-2007年1月までトリノFCに所属、2007年1月の最終日にASリヴォルノ・カルチョにレンタル移籍、2月11日のACミラン戦からシーズン終了まで16試合に出場、2ゴールを上げた。
2007-2008シーズンより、ACマントヴァに完全移籍。2008年夏にACマントヴァとの契約が切れ、一時無所属になった後、当時3部の古巣コゼンツァ・カルチョに復帰した。
2017年4月16日にローマ市内の道路で本人の運転する車が前の車に追突し、追突された車に乗っていた22歳の男性が死亡するという事故が起きた。
2018年10月10日『Il Messaggero』は「元イタリア代表MFステファノ・フィオーレは、死亡事故を起こしたことにより1年11ヶ月の懲役（執行猶予付き）を言い渡された」と報じた。

## プレースタイル
サイドハーフからボランチまでこなせるユーティリティープレイヤー。豊富な運動量と抜群のテクニックが持ち味。

## 所属クラブ
- コゼンツァ・カルチョ1914 1992-1994
- ACパルマ 1994-1995
- カルチョ・パドヴァ 1995-1996
- ACキエーヴォ・ヴェローナ 1996-1997
- ACパルマ 1997-1999
- ウディネーゼ・カルチョ 1999-2001
- SSラツィオ 2001-2004
- バレンシアCF 2004-2007
  - →  ACFフィオレンティーナ 2005-2006（レンタル移籍）
  - →  トリノFC 2006-2007.1（レンタル移籍）
  - →  ASリヴォルノ・カルチョ 2007.1-2007.6（レンタル移籍）
- ACマントヴァ 2007.8-2008.6
- コゼンツァ・カルチョ1914 2009-2011

## 獲得タイトル
- パルマ
  - UEFAカップ優勝 1994-1995、1998-1999
  - コッパ・イタリア優勝 1998-1999
- ラツィオ
  - コッパ・イタリア優勝 2003-2004

## 代表歴
- イタリア代表 2000-2004
  - 代表デビュー：2000年2月23日 vs スウェーデン
  - 代表通算：38試合出場 2得点